# Телепнев-Оболенский, Иван Васильевич Немой
Ива́н Васи́льевич Те́лепнев-Оболе́нский по прозвищу Немой († 8 мая 1534) — князь, наместник и воевода, окольничий, боярин на службе у московских князей Ивана III и Василия III.
Старший из четырёх сыновей князя Василия Васильевича Телепня Оболенского.

## Биография
Первый воевода в Стародубе (1512) и в этом же году послан первым воеводой на реку Сура для защиты со стороны Казани, а в декабре послан 2-м воеводою Передового полка на Угру для действий против Литвы. Командовал Передовым полком в Туле (1513), а позднее в Дорогобуже. После ухода большинства войск к Смоленску, был оставлен первым воеводой полка левой руки в Туле (1514), а уже в июле участвовал во взятии Смоленска. Второй воевода сторожевого полка во время похода на Литву (зима 1514/1515). Водил из Великих Лук на Полоцк левое крыло передового полка (1515), в том же году, как первый воевода передового полка стоял в боевом охранении от казанцев на восточной границе в Дорогошане. Второй воевода в Рославле (1516). Для защиты от крымских татар вторым воеводой передового полка стоял на реке Вашана, успешно отразив их поход на Русь (1517). Затем там же вторым воеводой Большого полка и позднее направлен на реку Суру для защиты от казанских татар. И в том же году был воеводой в Стародубе. Командовал полком левой руки на Оке для защиты переправ от крымских татар, посылался на воеводство в Стародуб (1518—1519). Наместник в Белом (1520—1521). Участвовал в коломенском походе против Мухаммед Гирея (1521). В виду нашествия крымского хана, находился одним из воевод в Царском полку (1522). Пожалован чином окольничего (1522). Участвовал в основании Васильсурска, в качестве второго воеводы большого полка (1523). Возможно вместе с князем С. Д. Оболенским подписывал жалованную грамоту о передаче Троице-Сергиеву монастырю села Леднёво, принадлежащего князю П. С. Ряполовскому. Пожалован в бояре (1524). Присутствовал на свадьбе Василия III и Елены Глинской, был у постели великой княгини и мылся в бане с великим князем (28 января 1526). Сопровождал Василия III на богомолье: в Тихвинский монастырь(зима 1526/1527), в Кирилло-Белозерский монастырь (зима 1527/1528). Участвовал в обмене великокняжеских земель (февраль 1530). Весной того же года отправлен к Казани, 16 июля разгромил казанское войско.
Умер (май 1534).

## Семья
Женат на Марии Фёдоровне Плещеевой (возможно дочери Ф. А. Чешихи-Плещеева, сына А. М. Плещеева), имел трёх сыновей: Петра Одолбу, Дмитрия Ерша, Фёдора и дочь, выданную замуж за князя Михаила Львовича Глинского-Дородного.